# Wang Rong (lekkoatletka)
Wang Rong (chiń. 王蓉; ur. 1 lipca 1996) – chińska lekkoatletka specjalizująca się w skoku w dal i trójskoku.
W 2013 została wicemistrzynią świata juniorów młodszych w trójskoku. Złota i srebrna medalistka juniorskich mistrzostw Azji (2014). W 2015 sięgnęła po brąz w trójskoku podczas mistrzostw Azji. Złota medalistka mistrzostw Chin.

## Osiągnięcia
| Rok  | Impreza                               | Miejsce | Konkurencja | Lokata            | Wynik |
| ---- | ------------------------------------- | ------- | ----------- | ----------------- | ----- |
| 2013 | Mistrzostwa świata juniorów młodszych | Donieck | skok w dal  | 10. miejsce       | 5,93  |
| 2013 | Mistrzostwa świata juniorów młodszych | Donieck | trójskok    | 2. miejsce        | 13,69 |
| 2014 | Mistrzostwa Azji juniorów             | Tajpej  | skok w dal  | 2. miejsce        | 6,15  |
| 2014 | Mistrzostwa Azji juniorów             | Tajpej  | trójskok    | 1. miejsce        | 13,64 |
| 2014 | Mistrzostwa świata juniorów           | Eugene  | skok w dal  | el. – 31. miejsce | 5,52w |
| 2014 | Mistrzostwa świata juniorów           | Eugene  | trójskok    | el. – 20. miejsce | 12,92 |
| 2015 | Mistrzostwa Azji                      | Wuhan   | trójskok    | 3. miejsce        | 13,44 |

## Rekordy życiowe
- skok w dal (stadion) – 6,39 (2012)
- skok w dal (hala) – 6,43 (2013)
- trójskok (stadion) – 13,98 (2014)
- trójskok (hala) – 14,09 (2013)